# Lamper Lor
Lamper Lor is een bestuurslaag in het regentschap Semarang van de provincie Midden-Java, Indonesië. Lamper Lor telt 4858 inwoners (volkstelling 2010).